# Прокофьев, Георгий Евгеньевич
Георгий Евгеньевич Прокофьев (1895, Киев — 14 августа 1937, Москва) — руководящий сотрудник органов ОГПУ-НКВД СССР, начальник Экономического управления ОГПУ СССР, второй заместитель наркома НКВД СССР Г. Г. Ягоды, комиссар государственной безопасности 1 ранга (1935). Расстрелян в 1937 году в «особом порядке». Не реабилитирован.

## Биография
Родился в Киеве в дворянской семье мелкого чиновника. Окончил Киевскую гимназию, затем юридический факультет Киевского Университета и 1 курс Коммерческого Института. Во время обучения в Киевском Университете познакомился со своим другом, будущим многолетним соратником и коллегой Л. Г. Мироновым (Каганом).
С 1915 г. участвовал в революционном движении. В 1916—1919 гг. — анархо-коммунист, состоял в киевской группе анархо-коммунистов И. С. Гроссмана-Рощина. В 1917 г. участвовал в революционных событиях в Киеве, в 1917—1918 гг. — сотрудник Исполкома высших учебных заведений.
В 1918—1919 гг. находился на подпольной работе на Украине. Состоял в РКП(б) с декабря 1919 года.

### 1920-е
В 1919—1920 гг. — начальник политпросветотдела 12-й армии, затем в 1920 г. — Первой Конной армии. После демобилизации в 1920 г. служил политработником в системе железнодорожного транспорта.
В сентябре 1920 г. по рекомендации Ф. Э. Дзержинского принят на работу в ВЧК. С сентября 1920 г. — помощник начальника Закордонной части ОО ВЧК.
С 10 февраля по 2 декабря 1921 г. — уполномоченный 6-го и 12-го спецотделений ИНО ВЧК, одновременно с 9 мая по 24 декабря 1921 г. — помощник начальника 15-го спецотделения ОО ВЧК. С 2 декабря 1921 г. — заместитель начальника Закордонной части ИНО ВЧК-ГПУ. С 1 июля 1922 г. по 4 февраля 1924 г. — помощник начальника ИНО ГПУ. С 2 ноября по 1 декабря 1922 г. одновременно — помощник начальника Особого бюро при СОУ ГПУ по административной высылке антисоветских элементов интеллигенции.
С 4 февраля 1924 г. по 15 июля 1926 г. — начальник ИНФО ОГПУ СССР. Одновременно с 28 июля по 1 ноября 1925 г. он — врид начальника отдела ПК ОГПУ (с ноября 1925 г. отдел ПК был объединен с отделом ИНФО).
17 февраля 1926 г. продолжая оставаться начальником ИНФО ОГПУ Г. Е. Прокофьев назначается также начальником Экономического управления ОГПУ, в этой должности он пробыл до 6 августа 1931 г.
25 октября 1929 г. он становится 2-м членом Коллегии ОГПУ СССР. Одновременно с 13 ноября 1930 г. по 18 августа 1931 г. — член Президиума ВСНХ СССР и уполномоченный СТО СССР по автострою в Нижнем Новгороде, а с 1 апреля 1931 г. — начальник Управления Беломорстроя НКПС СССР.
Как начальник ЭКУ ОГПУ СССР несет ответственность за фабрикацию многочисленных «дел» так называемых «вредителей» в ряде отраслей народного хозяйства СССР и наркоматов профильных экономических отраслей.

### 1930-е годы
С 6 августа по 25 октября 1931 г. — начальник Особого отдела ОГПУ СССР.
С 16 октября 1931 г. — заместитель наркома РКИ СССР.
С 17 ноября 1932 г. — заместитель Председателя ОГПУ СССР, одновременно с 27 декабря 1932 г. по 4 января 1934 г. — начальник ГУРКМ ОГПУ СССР. Кроме того, с 16 января 1933 г. — член Комиссии ЦК ВКП(б) по политическим (судебным) делам, а с 11 февраля 1934 г. — член Комиссии советского контроля при СНК СССР.
10 июля 1934 г. Постановлением ЦИК СССР был образован НКВД СССР. Г. Е. Прокофьев сразу же становится (вторым) заместителем наркома внутренних дел СССР, а с 7 сентября 1934 г. по совместительству — Уполномоченным НКВД СССР при СНК РСФСР и председателем общества «Динамо».
29 сентября 1936 г. освобождён от работы в НКВД и назначен заместителем, а с 2 октября 1936 г. — 1-м заместителем наркома связи СССР Г. Г. Ягоды.
23 января 1937 г. выведен из Комиссии ЦК ВКП(б) по политическим (судебным) делам. 20 февраля 1937 г. переведен в запас ГУГБ НКВД.

### Арест и казнь

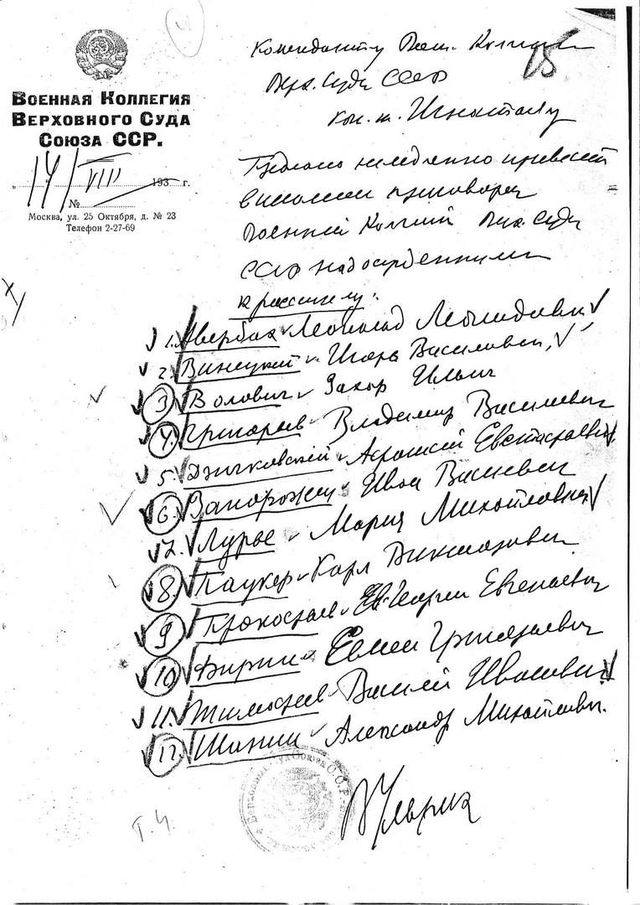
Предложение В. В. Ульриха коменданту Военной коллегии ВС СССР Игнатьеву немедленно растрелять 12 осуждённых: Л. Л. Авербаха, И. В. Винецкого, З. И. Воловича, В. В. Григорьева, А. Е. Дзичковского, И. В. Запорожца, М. М. Лурье, К. В. Паукера, Г. Е. Прокофьева, С. Г. Фирина, В. И. Тимофеева, А. М. Шанина

5 апреля 1937 года смещён с занимаемого поста. Арестован 11 апреля 1937 года. Обвинён в «участии в контрреволюционной заговорщицкой организации внутри Наркомата связи СССР и подготовке покушения на наркома внутренних дел СССР тов. Н. И. Ежова». В ходе фабрикации т. н. «дела о военно-фашистском заговоре в РККА» в мае 1937 г. под давлением следствия дал «показания» о участии в «заговоре» ряда ответственных чинов НКО СССР. Внесен в Сталинский расстрельный список в «особом порядке» от 14 августа 1937 года («за» за 1-ю категорию Сталин, Молотов). 14 августа 1937 года приговорён к смертной казни «в особом порядке». Приговор приведён в исполнение в тот же день вместе с группой осуждённых в ОП руководящих и оперативных сотрудников НКВД СССР (всего 25 человек). Место захоронения — могила невостребованных прахов № 1 крематория Донского кладбища. В посмертной реабилитации отказано.
Награды
- орден Красного Знамени (03.04.1930) (лишен Постановлением ЦИК СССР от 7.6.1937);
- знак «Почётный работник ВЧК — ГПУ» (1923);
- знак «Почётный работник ВЧК — ГПУ» (20.12.1932);
- знак «Почётный работник РКМ» (01.04.1933).